# De kerk op de rotonde
De kerk op de rotonde is een kunstwerk in de Nederlandse plaats Hoogeveen. Het is een werk van de kunstenaar Filip Jonker en werd geplaatst in 2008 op de rotonde waar de A.G. Bellstraat en Middenveldweg bij elkaar komen.

## Oorsprong
Bedrijventerrein De Wieken wilde een duidelijke markering of oriëntatiepunt aanbrengen zodat het gebied herkenbaar wordt. De kunstopdracht om dit te realiseren werd gedaan in opdracht van de gemeente en bedrijven. Jonker heeft zich bij het kunstwerk laten inspireren door het landschap in de jaren 50, waarin kerktorens nog heel duidelijke markeringen of oriëntatiepunten vormden.